# Olivia Moultrie
Olivia Moultrie, född den 17 september 2005 i Santa Clarita, Kalifornien, är en amerikansk fotbollsspelare.

## Biografi
Olivia Moultrie inledde sin seniorkarriär i Portland Thorns år 2024. Hon har även representerat det amerikanska damlandslaget där hon debuterade 2023.